# Пруды (Краснохолмский район)
Пруды́ — деревня в Краснохолмском районе Тверской области. Относится к Глебенскому сельскому поселению. В 2006—2012 годы входила в состав Утеховского сельского поселения, до 2006 года в составе Прудского сельского округа.
Находится в 15 км к северо-востоку от районного центра города Красный Холм, на реке Ремяска.

## Население
| год           | 1859 | 1889 | 1997 | 2002 | 2010 |
| ------------- | ---- | ---- | ---- | ---- | ---- |
| число жителей | 223  | 292  | 39   | 30   | 20   |

## История
В Списке населенных мест Весьегонского уезда 1859 года значится владельческое село Пруды, 35 дворов, 223 жителя при реке Ремяске, две православных церкви.
В XIX — начале XX века село было центром одноимённого прихода и волости Весьегонского уезда Тверской губернии. В 1915 году приход Троицкой церкви насчитывал 10 деревень, 2718 жителей.
В 1940 году село центр Прудского сельсовета Краснохолмского района Калининской области.
В 1997 году в деревне 18 хозяйств, 39 жителей.

## Известные люди
В селе Пруды родился художник Павел Петрович Чистяков (1832-1919).